# Hans Scharoun

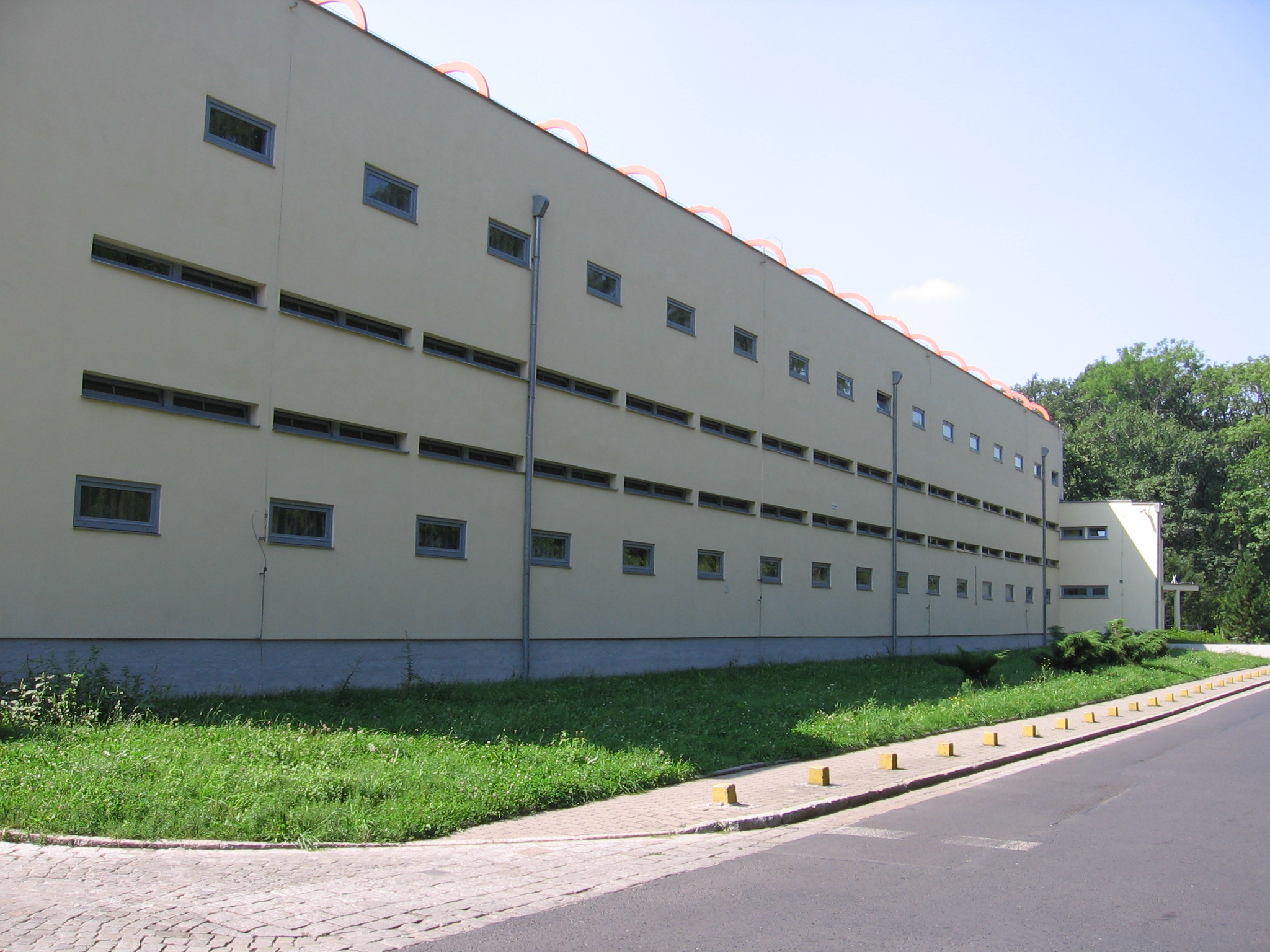
H. Scharoun: Dom dla osób samotnych na wystawie WUWA we Wrocławiu – elewacja północna

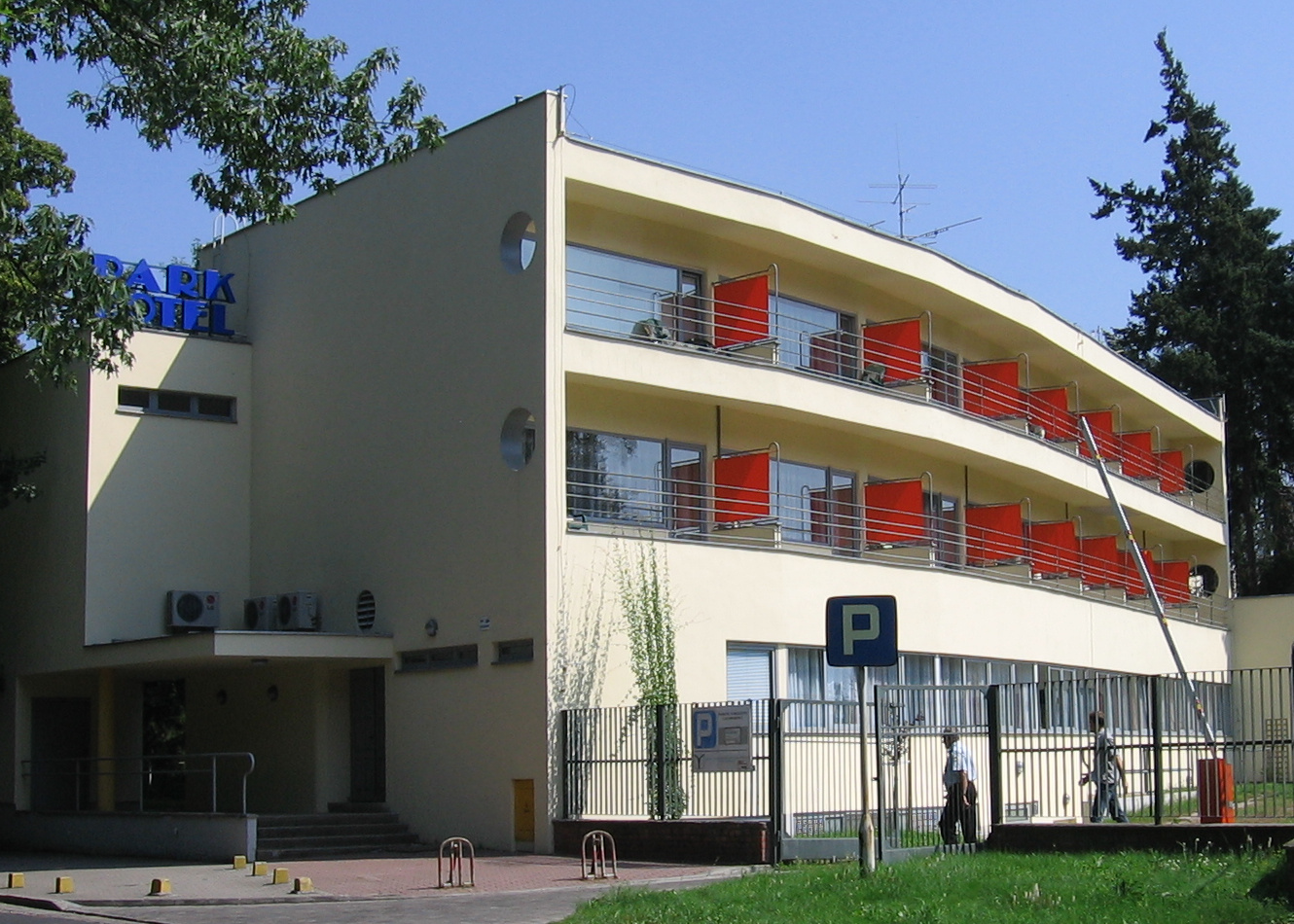
H. Scharoun: Dom dla osób samotnych na wystawie WUWA – elewacja południowa

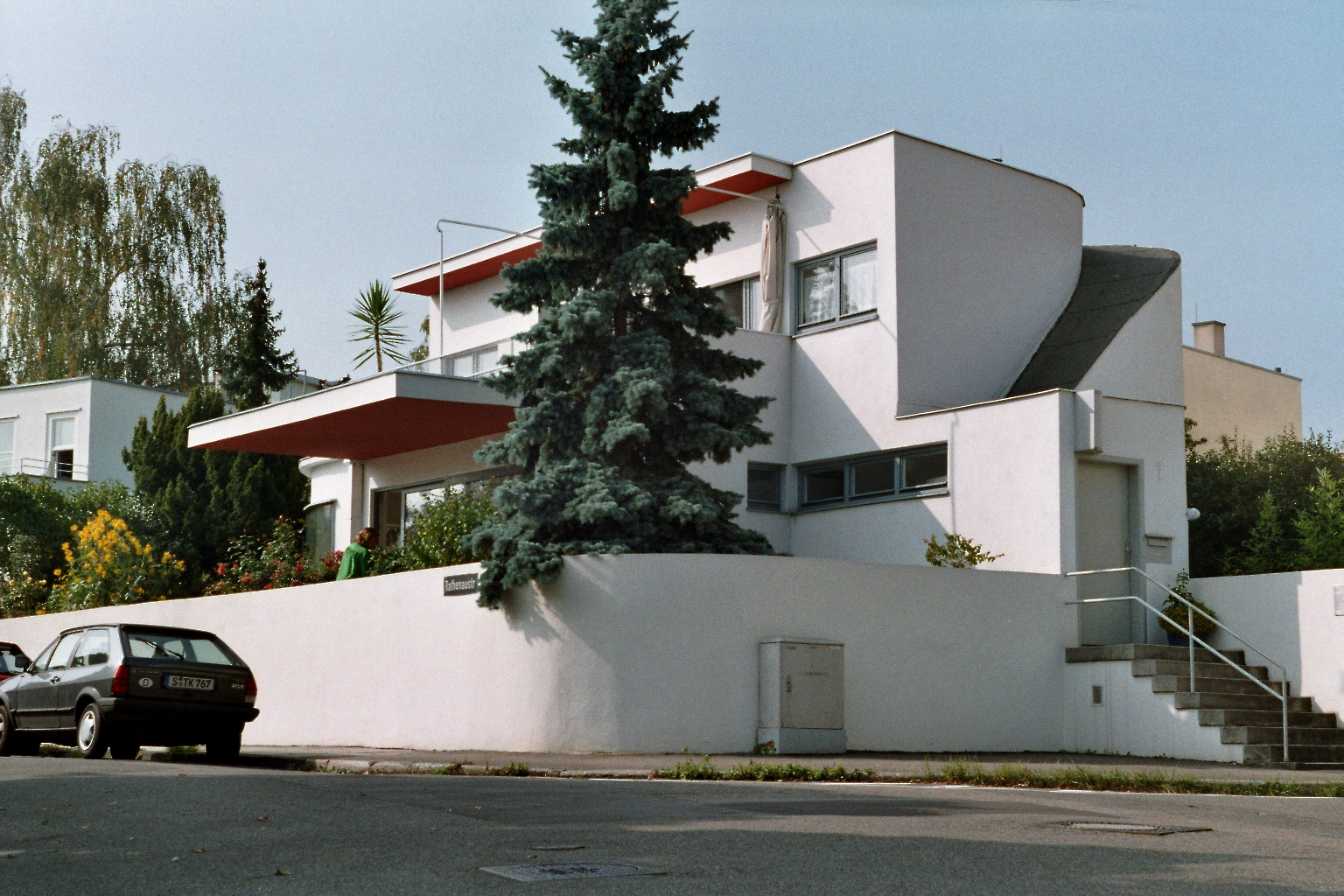
H. Scharoun: Dom jednorodzinny na wystawie w Stuttgarcie-Weißenhof

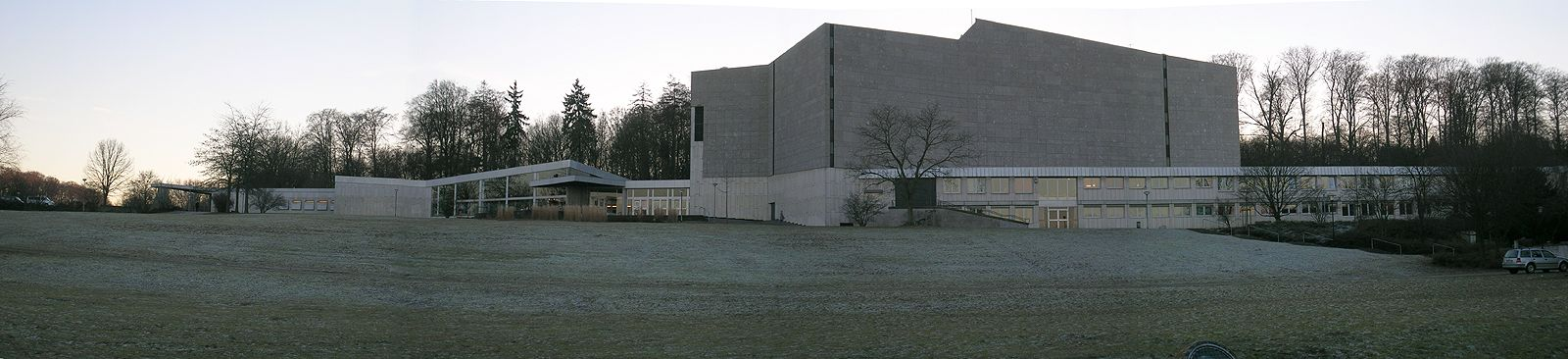
H. Scharoun, E. Wisniewski: Teatr Miejski w Wolfsburgu

Bernhard Hans Henry Scharoun (ur. 20 września 1893 w Bremie, zm. 25 listopada 1972 w Berlinie) – niemiecki architekt modernistyczny, jeden z głównych przedstawicieli architektury organicznej.

## Życiorys
Studiował w latach 1912–1914 w Wyższej Szkole Technicznej w Charlottenburgu.
Od 1915 r. pracował przy programie odbudowy Prus Wschodnich pod kierunkiem architekta okręgowego Paula Kruchena (m.in. tymczasowy kościół w Walterkehmen). Od 1919 r. działał w Insterburgu (pol. Wystruć, ros. Czeniachowsk), gdzie zaprojektował m.in. domy przy Parkring i osiedle Bunte Reihe przy Kamswykerweg (dziś Elewatornaja). Od 1925 r. we Wrocławiu, gdzie do 1932 r. był profesorem Państwowej Akademii Sztuki i Rzemiosła Artystycznego. Od 1926 r. prowadził równolegle w Berlinie wspólne biuro z Adolfem Radingiem. W latach 20. był związany z kręgiem korespondencyjnym ekspresjonistów Gläserne Kette (Szklany Łańcuch), a później ze stowarzyszeniem nowoczesnych architektów Der Ring, stając się jednym z głównych działaczy Werkbundu, wziął udział w wystawie mieszkaniowej w Weißenhof. Budynki Scharouna z przełomu lat 20. i 30. nosiły wiele cech rygorystycznego stylu międzynarodowego, mimo pewnych elementów wskazujących na zainteresowanie plastycznym kształtowaniem bryły.
W 1932 r. Scharoun przeniósł się do Berlina, gdzie głównie pod wpływem Hugona Häringa skierował się w stronę architektury organicznej. W Niemczech pod rządami nazistów budował jedynie dość liczne domy jednorodzinne. Po wojnie Scharoun uznany został za najwybitniejszego architekta neues Bauen, który nie współpracował z hitlerowcami i został mianowany kierownikiem zespołu planującego odbudowę Berlina. Od 1946 do 1958 r. był profesorem w katedrze urbanistyki Uniwersytetu Technicznego w Berlinie (Zachodnim), a od 1947 do 1950 r. również szefem instytutu architektury Akademii Sztuki w Berlinie (wschodnim). Brał udział w licznych konkursach na budynki teatrów w całych Niemczech, realizował gmach Filharmonii w Berlinie o dynamicznej formie opracowanej wedle wymogów akustyki, z wnętrzem ukształtowanym jako krajobraz architektoniczny.
Pod koniec życia we współpracy z partnerem Edgarem Wisniewskim budował wiele obiektów użyteczności publicznej, częściowo ukończonych już po jego śmierci.
Od października 2016 jest patronem skweru na osiedlu Nowe Żerniki we Wrocławiu.

## Dzieła
- 1920 – projekt konkursowy wieżowca na Friedrichstrasse w Berlinie
- 1926 – drewniany dom wzorcowy w Legnicy
- 1926–1930 – projekty sanacji dzielnicy ministerstw przy Wilhelmstrasse w Berlinie i rozbudowy gmachu Reichstagu
- 1927 – dom jednorodzinny na wystawie w Weißenhof w Stuttgarcie
- 1928–1929 – dom dla osób samotnych przy Kaiserdamm w Berlinie
- 1929 – internat dla młodych par i osób samotnych na wystawie WUWA we Wrocławiu
- 1929–1930 – domy na osiedlu Siemensstadt w Berlinie
- 1933 – dom Schminkego w Löbau i. Sachsen
- 1934 – dom Matterna w Bornim
- 1935 – dom Baenscha w berlińskim Spandau
- 1937 – dom Molla w Berlinie
- 1946 – Plan kolektywny odbudowy Berlina
- 1955–1959 – wieżowce Romeo i Julia w Stuttgarcie (dzielnica Zuffenhausen)
- 1955–1962 – szkoła imienia rodzeństwa Schollów w Lünen
- 1956–1963 – Filharmonia Berlińska
- 1963–1971 – ambasada niemiecka w Brasílii (z E. Wisniewskim)
- 1964–1978 – Biblioteka Państwowa w Berlinie (z E. Wisniewskim)
- 1965–1973 – teatr w Wolfsburgu (z E. Wisniewskim)
- 1984–1988 – sala muzyki kameralnej i muzeum instrumentów muzycznych w Berlinie (z E. Wisniewskim)